# Christie Murray
Pour les articles homonymes, voir Murray.
Christie Murray est une footballeuse internationale écossaise, née le 3 mai 1990, à Bellshill en Écosse. Elle évolue au poste de milieu de terrain. Elle joue depuis 2020 à Birmingham City dans la Women's Super League (le championnat d'Angleterre de football féminin).

## Carrière

### En club
Christie Murray commence sa carrière dans le club de Queen's Park FC avant de rejoindre le Celtic en 2007.
Le 13 mai 2010, elle marque deux fois lors de la finale de la Coupe de la Ligue écossaise, avec une victoire 4 à 1 contre les Spartans.
Après quatre années avec le Celtic, elle signe avec Glasgow City, Le 23 janvier 2011.
Elle rejoint le 30 janvier 2014, le club anglais d'Arsenal.
Le 13 février 2015, en fin de contrat avec Arsenal, Christie Murray signe avec Bristol City.
En mars 2016, elle quitte l'Angleterre pour rejoindre une seconde fois le club du Celtic.
Le 8 juillet 2016, Christie Murray revient jouer en Angleterre, en signant avec le club des Doncaster Rovers Belles.
En décembre 2017, elle annonce son départ du club anglais et signe a nouveau avec Glasgow City.
Christie Murray rejoint à nouveau l'Angleterre en signant, le 14 juillet 2018, un contrat de deux ans avec Liverpool. 

### En sélection
Christie Murray est la capitaine de l'équipe d'Écosse des moins de 19 ans lors du championnat d'Europe des moins de 19 ans en 2008 organisé en France.
le 1er mars 2010, Christie Murray fait ses débuts en équipe nationale écossaise lors d'une défaite 3-0 contre la Nouvelle-Zélande lors du Tournoi de Chypre.
Le 13 septembre 2014, elle inscrit son premier but en sélection, lors d'une victoire 2 à 0 contre la république d'Irlande lors des éliminatoires du championnat d'Europe 2013.
Christie Murray est sélectionnée pour le championnat d'Europe 2017, elle n'y dispute aucune des trois rencontres de son équipe.
Christie Murray apparaît sur la liste des 23 joueuses écossaises sélectionnées pour participer à la Coupe du monde 2019 organisée en France.

## Palmarès[13]
- Celtic :
  - Vainqueur de la Coupe de la Ligue écossaise en 2010

- Glasgow City :
  - Vainqueur du championnat d'Écosse en 2011, 2012 et 2013.
  - Vainqueur de la Coupe d'Écosse féminine en 2011, 2012 et 2013
  - Vainqueur de la Coupe de la Ligue écossaise en 2012 et 2013

- Arsenal :
  - Vainqueur de la Coupe d'Angleterre en 2014
  - Finaliste de la Coupe de la Ligue en 2014

- Doncaster Rovers Belles :
  - Championne d'Angleterre de D2 en 2018

- Distinctions personnelles :
  - Joueuse du mois, du championnat d'Angleterre de D2 en novembre 2017 [14]